# ولوو وی۹۰
ولوو وی۹۰ (به انگلیسی: Volvo V90)یک خودروی استیشن واگن لوکس است که توسط شرکت سوئدی ولوو کارز از سال ۲۰۱۶ تولید می‌شود. دو ماه بعد از معرفی مدل سدان این خودرو، وی۹۰ در نمایشگاه خودرو ژنو معرفی شد. مدل سدان این خودرو اس۹۰ نام دارد.

## مدل‌ها

### وی۹۰
وی۹۰ در مدل‌ها با گزینه‌های مختلفی ارائه می‌شود. در ایالات متحده این خودرو تنها به شکل سفارش ویژه (با تمرکز بر مدل کراس کانتری) عرضه می‌شود.

در سال ۲۰۲۱ اعلام شد که وی۹۰ دیگر در ایالات متحده فروخته نخواهد شد.

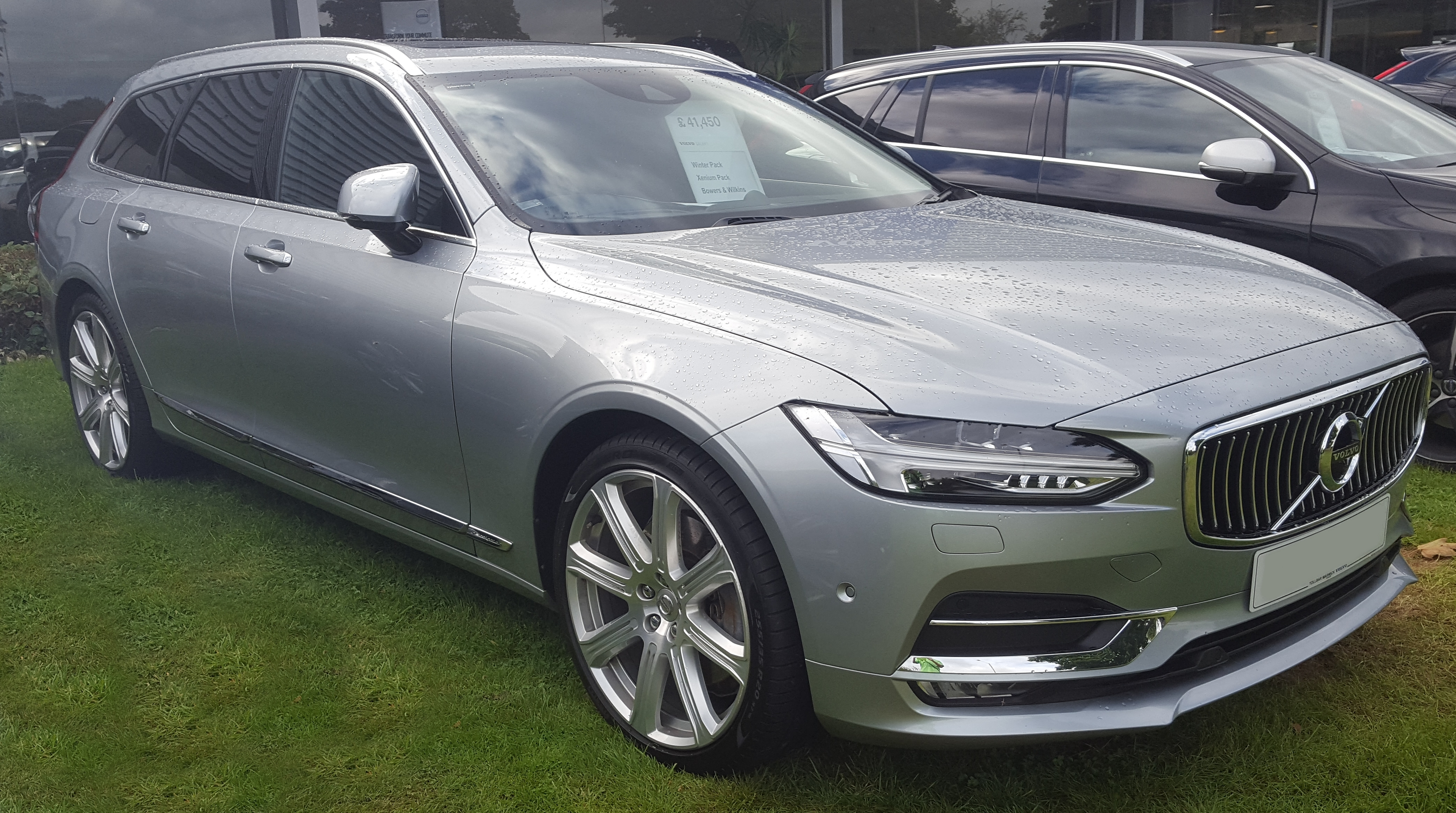
ولوو وی۹۰ (انگلیسی)
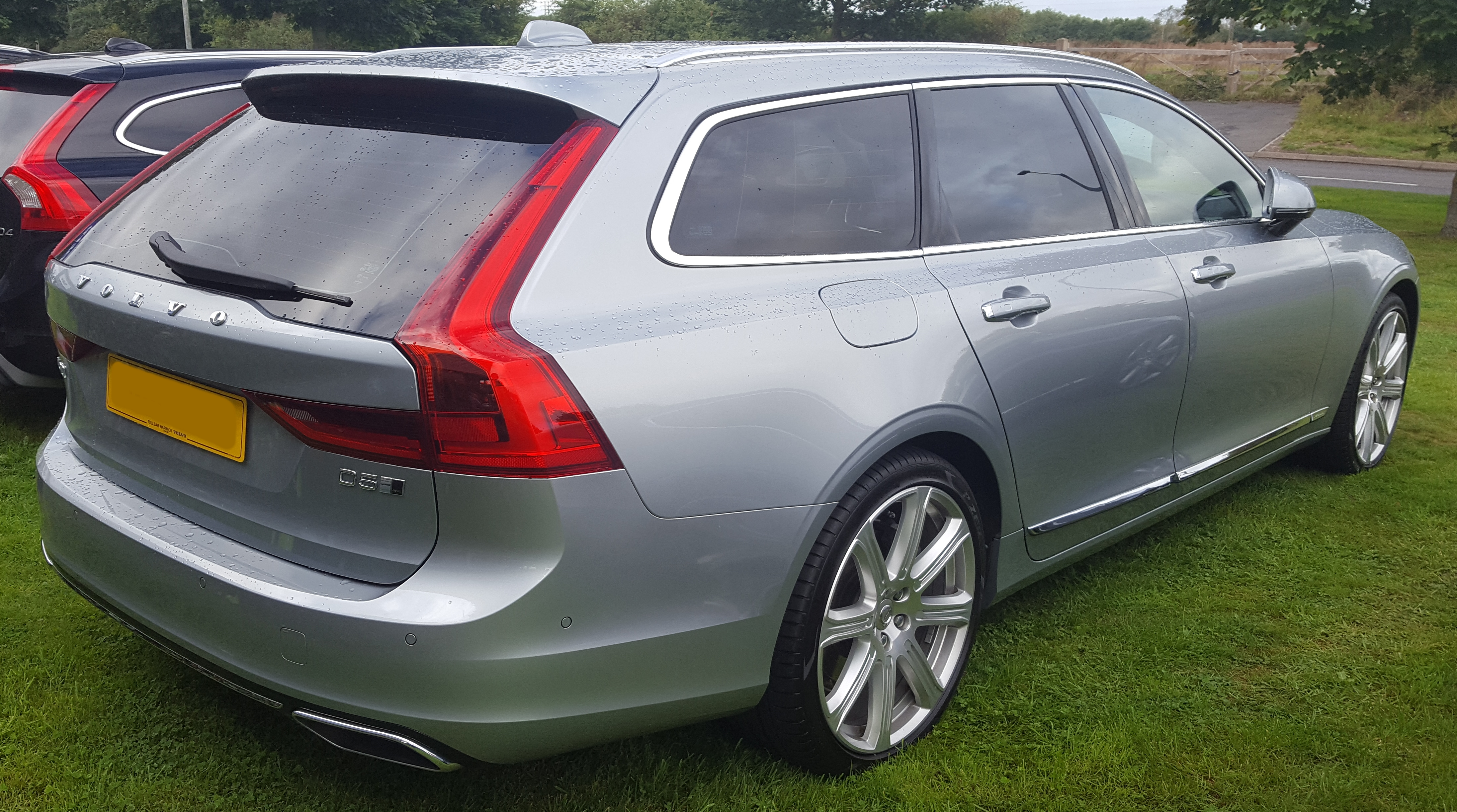
ولوو وی۹۰ (انگلیسی)
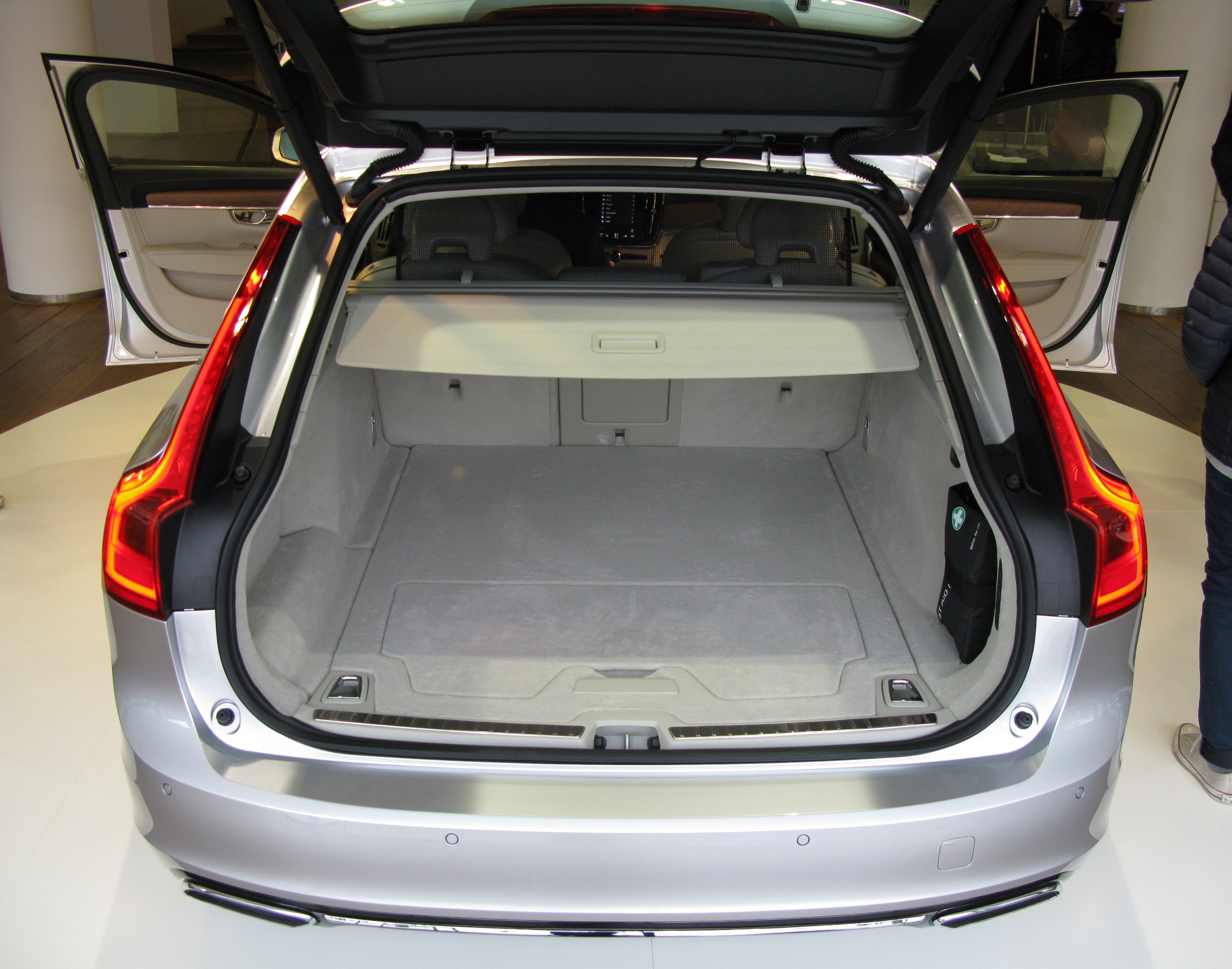
صندوق عقب ولوو وی۹۰ (SE)

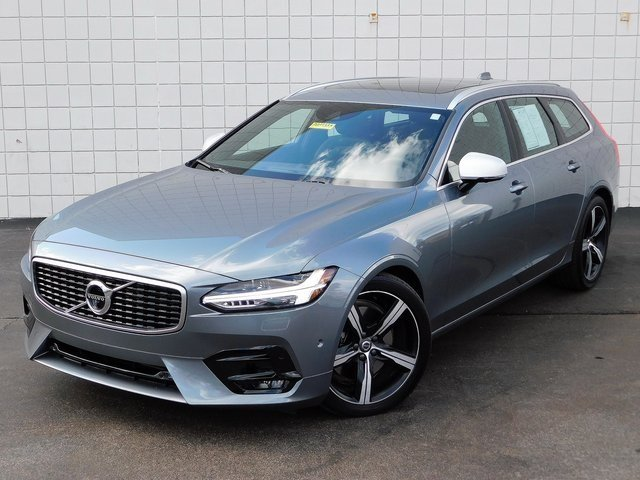
ولوو وی۹۰ آر-دیزاین (آمریکا)

### وی۹۰ کراس کانتری
وی۹۰ کراس کانتری نسخه‌ای‌ست که ارتفاع کمی بیشتر از سطح زمین و چهار چرخ متحرک دارد و و برای استفاده در سطوح ناهموار و آف‌رود مناسب‌تر است.

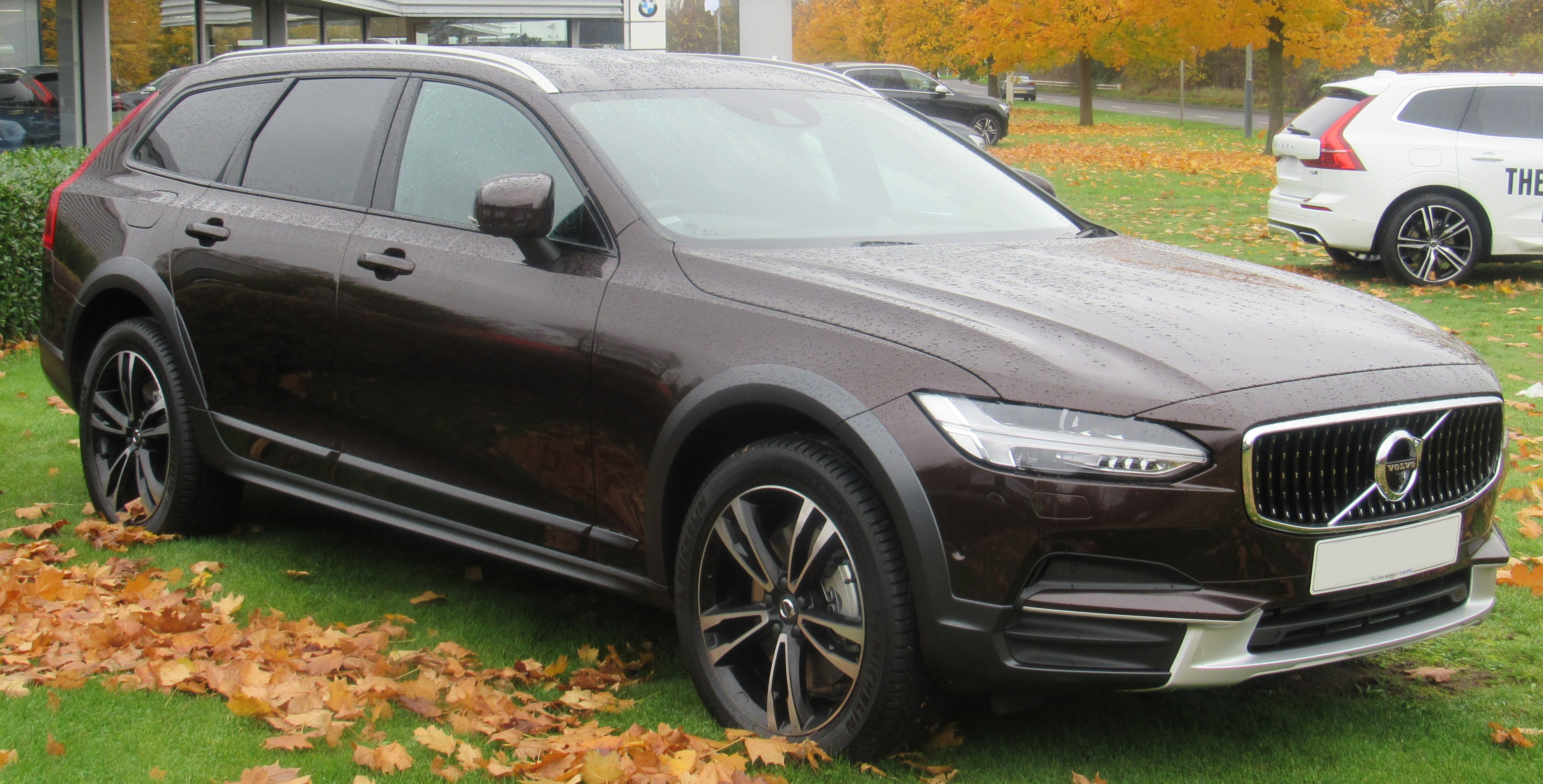
ولوو وی۹۰ کراس
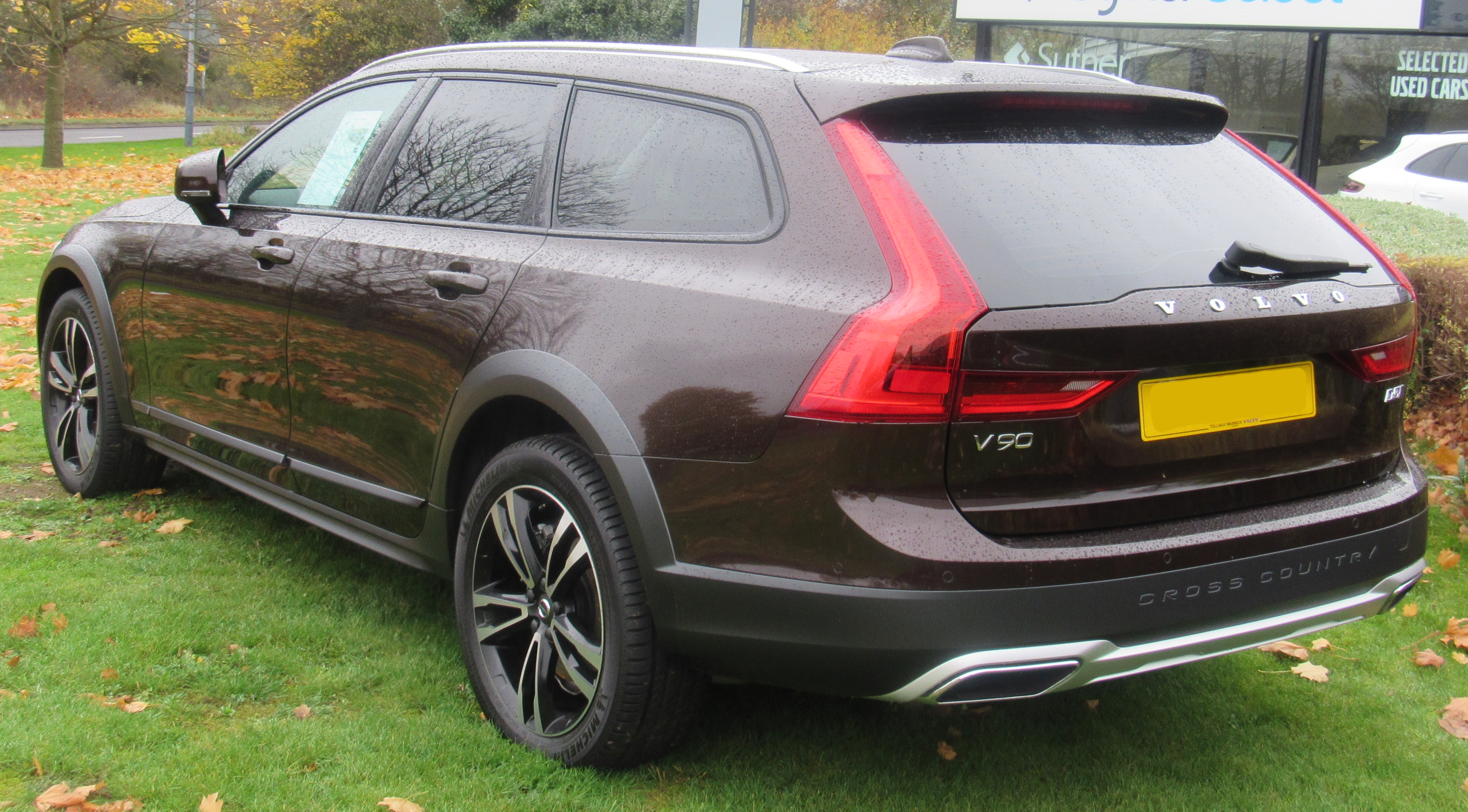
ولوو وی۹۰ کراس

## موتورها
وی۹۰ در سه مدل بنزینی چهار سیلندری ۲ لیتری و مدل دیزلی و مدل هیبرید موجود است.
| مدل           | کد موتور | سال        | Power at rpm                                          | Torque at rpm                                  | ابعاد                                 |
| ------------- | -------- | ---------- | ----------------------------------------------------- | ---------------------------------------------- | ------------------------------------- |
| T4            | B4204T44 | ۲۰۱۷–اکنون | ۱۹۰ اسب بخار متری (۱۴۰ کیلووات؛ ۱۸۷ اسب بخار) at 5000 | ۳۵۰ نیوتن متر (۲۵۸ پوند نیرو-فوت) at 1400–4000 | ۱٬۹۶۹ سانتی‌متر مکعب (۱۲۰٫۲ اینچ مکعب) |
| - T5 - T5 AWD | B4204T20 | ۲۰۱۶–اکنون | ۲۴۹ اسب بخار متری (۱۸۳ کیلووات؛ ۲۴۶ اسب بخار) at 5500 | ۳۵۰ نیوتن متر (۲۵۸ پوند نیرو-فوت) at 1500–4500 | ۱٬۹۶۹ سانتی‌متر مکعب (۱۲۰٫۲ اینچ مکعب) |
| - T5 - T5 AWD | B4204T23 | ۲۰۱۶–اکنون | ۲۵۴ اسب بخار متری (۱۸۷ کیلووات؛ ۲۵۱ اسب بخار) at 5500 | ۳۵۰ نیوتن متر (۲۵۸ پوند نیرو-فوت) at 1500–4800 | ۱٬۹۶۹ سانتی‌متر مکعب (۱۲۰٫۲ اینچ مکعب) |
| T6 AWD        | B4204T27 | ۲۰۱۶–اکنون | ۳۲۰ اسب بخار متری (۲۳۵ کیلووات؛ ۳۱۶ اسب بخار) at 5700 | ۴۰۰ نیوتن متر (۲۹۵ پوند نیرو-فوت) at 2200–5400 | ۱٬۹۶۹ سانتی‌متر مکعب (۱۲۰٫۲ اینچ مکعب) |

| مدل           | کد موتور | سال          | Power at rpm                                          | Torque at rpm                                  | ابعاد                                 |
| ------------- | -------- | ------------ | ----------------------------------------------------- | ---------------------------------------------- | ------------------------------------- |
| D3            | D4204T9  | 2016–present | ۱۵۰ اسب بخار متری (۱۱۰ کیلووات؛ ۱۴۸ اسب بخار) at 3750 | ۳۲۰ نیوتن متر (۲۳۶ پوند نیرو-فوت) at 1750–3000 | ۱٬۹۶۹ سانتی‌متر مکعب (۱۲۰٫۲ اینچ مکعب) |
| D3 AWD        | D4204T4  | 2016–present | ۱۵۰ اسب بخار متری (۱۱۰ کیلووات؛ ۱۴۸ اسب بخار) at 4250 | ۳۵۰ نیوتن متر (۲۵۸ پوند نیرو-فوت) at 1500–2500 | ۱٬۹۶۹ سانتی‌متر مکعب (۱۲۰٫۲ اینچ مکعب) |
| - D4 - D4 AWD | D4204T14 | 2016–present | ۱۹۰ اسب بخار متری (۱۴۰ کیلووات؛ ۱۸۷ اسب بخار) at 4250 | ۴۰۰ نیوتن متر (۲۹۵ پوند نیرو-فوت) at 1750–2500 | ۱٬۹۶۹ سانتی‌متر مکعب (۱۲۰٫۲ اینچ مکعب) |
| D5 AWD        | D4204T23 | 2016–present | ۲۳۵ اسب بخار متری (۱۷۳ کیلووات؛ ۲۳۲ اسب بخار) at 4000 | ۴۸۰ نیوتن متر (۳۵۴ پوند نیرو-فوت) at 1750–2500 | ۱٬۹۶۹ سانتی‌متر مکعب (۱۲۰٫۲ اینچ مکعب) |

| مدل                       | کد موتور | سال          | Power at rpm | Torque at rpm                                                                                   | ابعاد                                 | Comment                                                                                  |
| ------------------------- | -------- | ------------ | --- | ----------------------------------------------------------------------------------------------- | ------------------------------------- | ---------------------------------------------------------------------------------------- |
| - T8 AWD - T8 Twin Engine | B4204T28 | 2017–present | - ۳۱۸ اسب بخار متری (۲۳۴ کیلووات؛ ۳۱۴ اسب بخار) at 6000 - + ۸۷ اسب بخار متری (۶۴ کیلووات؛ ۸۶ اسب بخار) electric | - ۴۰۰ نیوتن متر (۲۹۵ پوند نیرو-فوت) at 2200–5400 - + ۲۴۰ نیوتن متر (۱۷۷ پوند نیرو-فوت) electric | ۱٬۹۶۹ سانتی‌متر مکعب (۱۲۰٫۲ اینچ مکعب) | - Inline 4 with turbocharger and supercharger - + electric motor driving the rear wheels |
| - T8 AWD - T8 Twin Engine | B4204T35 | 2018–present | - ۳۲۰ اسب بخار متری (۲۳۵ کیلووات؛ ۳۱۶ اسب بخار) at 5700 - + ۸۷ اسب بخار متری (۶۴ کیلووات؛ ۸۶ اسب بخار) electric | - ۴۰۰ نیوتن متر (۲۹۵ پوند نیرو-فوت) at 2200–5400 - + ۲۴۰ نیوتن متر (۱۷۷ پوند نیرو-فوت) electric | ۱٬۹۶۹ سانتی‌متر مکعب (۱۲۰٫۲ اینچ مکعب) | - Inline 4 with turbocharger and supercharger - + electric motor driving the rear wheels |

## یادداشت
1. ↑  V90CC only
2. ↑  Only available for the S90长轴距 and V90
3. ↑  Only available for the V90 CC
4. ↑  Only available for the V90 CC
5. ↑  Only available for the V90